# Fabián Carrizo
Fabián Gustavo Carrizo (Tigre, provincia de Buenos Aires, Argentina, 27 de julio de 1966) es un exfutbolista, entrenador, radiólogo, de nacionalidad argentina. Jugaba de mediocampista.

## Biografía
Volante central, considerado como un jugador de "garra" y "pierna fuerte". Parte de sus divisiones inferiores las llevó a cabo en Tigre. Debutó en Boca Juniors un 22 de diciembre de 1983, a los 16 años, en medio de una huelga de profesionales que llevó a Boca a poner en cancha a un equipo con jugadores de sexta división, pero recién dos años después se lo empezó a tener en cuenta como verdadera alternativa del equipo de primera.De marca,recuperación y prolija técnica, se consolidó en primera mediante  la conducción de César Menotti. 
Ganó dos títulos en Boca: la Supercopa Sudamericana de 1989 y la Recopa Sudamericana en 1990; subcampeón 88/89  del torneo local.Hacia mediados de ese año pasó a San Lorenzo de Almagro, en donde tiene la mejor etapa de su carrera deportiva, siendo subcampeón en el 91 y obtiene la liguilla prelibertadores. Volvió a Boca Juniors, de nuevo dirigido por Menotti siendo subcampeón de la supercopa año 94 y luego fue capitán del equipo que dirigió Silvio Marzolini con Diego Maradona en el plantel.En julio de 1996, Carlos Bilardo, resuelve no tenerlo en cuenta por pedido del presidente del club, el ingeniero Mauricio Macri, que decide realizar una depuración del plantel. Continúa su carrera en Independiente, forma parte del plantel subcampeón año 97, aunque sin poder afianzarse como titular. 
Tiempo después continuó su carrera en Huracán. Allí ganó el torneo Nacional B, que permitió el regreso del "globito" a la primera A. Concluye su carrera como futbolista en este club.
Su paso por la selección nacional Argentina fue en el seleccionado juvenil año 1985 [Campeonato Sudamericano sub-19] convocado por Carlos Oscar Pachame, luego en la Selección mayor año 1989 el dia 9 de marzo de 1989 frente a su similar de Colombia que ganó dicho partido por 1 a 0 en la inauguración del estadio del Junior de Barranquilla dirigido por Carlos Salvador Bilardo y año 1991 el dia 29 de Octubre de ese año frente a Resto del Mundo partido no computable de la FIFA y dirigida tacticamente por Alfio Ruben Coco Basile.
Y Dirigió brevemente a Huracán de manera interina durante cinco partidos, haciendo dupla técnica junto a Claudio Morresi y fue ayudante de campo de Néstor Clausen en Independiente. Fue además DT de la reserva del Club Atlético Independiente y de Acassuso, coordinador de las divisiones inferiores de Boca, DT de la sexta división del Club Atlético Talleres (donde dirigió a Javier Pastore), y conformó la dupla técnica de Luis Oste en la primera división de Talleres.
Actualmente posee un complejo deportivo en La Cumbre, Córdoba.
Carrizo nunca abandonó sus estudios, se recibió de técnico en radiología ,Entrenador y cursa la Carrera de Lic.en Historia en la UNC.

## Clubes
| Club          | País      | Año       |
| ------------- | --------- | --------- |
| Boca Juniors  | Argentina | 1983-1990 |
| San Lorenzo   | Argentina | 1990-1994 |
| Boca Juniors  | Argentina | 1994-1996 |
| Independiente | Argentina | 1996-1999 |
| Huracán       | Argentina | 1999-2001 |

## Palmarés

### Campeonatos nacionales
| Título             | Club        | País      | Año     |
| ------------------ | ----------- | --------- | ------- |
| Primera B Nacional | C.A.Huracán | Argentina | 1999-00 |

### Campeonatos internacionales
| Título                 | Club         | Sede final | Año  |
| ---------------------- | ------------ | ---------- | ---- |
| Supercopa Sudamericana | Boca Juniors | Avellaneda | 1989 |
| Recopa Sudamericana    | Boca Juniors | Miami      | 1990 |

### Otros logros
| Logro                    | Club                   | País      | Año  |
| ------------------------ | ---------------------- | --------- | ---- |
| Liguilla Prelibertadores | San Lorenzo de Almagro | Argentina | 1991 |